# Oulangia cyathiformis
Oulangia cyathiformis is een rifkoralensoort uit de familie van de Rhizangiidae. De wetenschappelijke naam van de soort is voor het eerst geldig gepubliceerd in 1971 door Chevalier.